# Will Riley
William "Will" Riley (Kitchener, Ontario, 10 de febrero de 2006) es un baloncestista canadiense que pertenece a la plantilla de los Washington Wizards de la NBA. Con 2,03 metros de estatura, juega  en la posición de alero. 

## Trayectoria deportiva

### Primeros años
Riley asistió al instituto Southwest Academy Prep en London, Ontario, con breves estancias en Preston High School y Grand River Collegiate Institute. Posteriormente, asistió a The Phelps School en Malvern, Pensilvania, donde pasó los dos últimos años de su carrera en secundaria. Fue clasificado como el prospecto canadiense mejor clasificado y el número 9 en general por 247Sports, el número 10 por On3.com y el número 11 por Rivals.com en la generación de 2025.
Fue nombrado MVP del Campamento Global de Baloncesto Sin Fronteras 2024 durante el fin de semana del All-Star de la NBA.

### Universidad
Jugó una temporada con los Fighting Illini de la Universidad de illinois, en la que promedió 12,6 puntos, 4,1 rebotes y 2,2 asistencias por partido. Al término de la temporada fue elegido mejor sexto hombre de la Big Ten Conference.  Posteriormente se declaró elegible para el Draft de la NBA, renunciando al resto de su elegibilidad universitaria.

#### Estadísticas
| Año     | Equipo   | PJ | PT | MPP  | %TC  | %3P  | %TL  | RPP | APP | ROB | TPP | PPP  |
| ------- | -------- | -- | -- | ---- | ---- | ---- | ---- | --- | --- | --- | --- | ---- |
| 2024–25 | Illinois | 35 | 9  | 25.7 | .432 | .326 | .724 | 4.1 | 2.2 | 0.2 | 0.2 | 12.6 |

### Profesional
Fue elegido en la vigesimoprimera posición del Draft de la NBA de 2025 por los Utah Jazz, pero poco más tarde sus derechos fueron traspasados a los Washington Wizards.